# یواس‌آرسی سالمون پی چیس (۱۸۷۸)
یواس‌آرسی سالمون پی چیس (۱۸۷۸) (به انگلیسی: USRC Salmon P. Chase (1878)) یک کشتی بود که طول آن ۱۱۵٫۴ فوت (۳۵٫۲ متر) بود.